# Programación orientada a objetos
La programación orientada a objetos (POO)   es un paradigma de programación que parte del concepto de "objetos" como base, los cuales contienen información en forma de campos (a veces también referidos como atributos, cualidades o propiedades) y código en forma de métodos.
Los objetos son capaces de interactuar y modificar los valores contenidos en sus campos o atributos (estado) a través de sus métodos (comportamiento).
Muchos de los objetos prediseñados de los lenguajes de programación actuales permiten la agrupación en bibliotecas o librerías, sin embargo, muchos de estos lenguajes permiten al usuario la creación de sus propias bibliotecas.
Algunas características clave de la programación orientada a objetos son herencia, cohesión, abstracción, polimorfismo, acoplamiento y encapsulamiento.
Su uso se popularizó a principios de la década de 1990. En la actualidad, existe una gran variedad de lenguajes de programación que soportan la orientación a objetos, estando la mayoría de éstos basados en el concepto de clases e instancias.

## Introducción
Los objetos son entidades que tienen un determinado estado, comportamiento e identidad:
- La identidad es una propiedad de un objeto que lo diferencia del resto; dicho con otras palabras, es su identificador (concepto análogo al de identificador de una variable o una constante).

- Los métodos y campos están estrechamente relacionados por la propiedad de conjunto. Esta propiedad destaca que una clase requiere de métodos para poder tratar los campos con los que cuenta.

La programación orientada a objetos difiere de la programación estructurada tradicional, en la que los datos y los procedimientos están separados y sin relación, ya que lo único que se busca es el procesamiento de unos datos de entrada para obtener otros de salida. La programación estructurada prima el concepto de procedimientos o funciones sobre el de estructuras (se emplean principalmente funciones que procesan datos). La programación orientada a objetos, en cambio, primero se definen los objetos o estructuras para posteriormente solicitar la ejecución de sus métodos.

## Origen
Los conceptos de la POO tienen origen en Simula 67, un lenguaje diseñado para hacer simulaciones, creado por Ole-Johan Dahl y Kristen Nygaard, del Centro de Cómputo Noruego en Oslo. En este centro se trabajaba en simulaciones de naves, que fueron confundidas por la explosión combinatoria de cómo las diversas cualidades de diferentes naves podían afectar unas a las otras. La idea surgió al agrupar los diversos tipos de naves en diversas clases de objetos, siendo responsable cada clase de objetos de definir sus "propios" datos y comportamientos. Fueron refinados más tarde en Smalltalk, desarrollado en Simula en Xerox PARC (cuya primera versión fue escrita sobre Basic), pero diseñado para ser un sistema completamente dinámico en el cual los objetos se podrían crear y modificar "sobre la marcha" (en tiempo de ejecución) en lugar de tener un sistema basado en programas estáticos.
La POO se fue convirtiendo en el estilo de programación dominante a mediados de los años 1980, en gran parte debido a la influencia de C++, una extensión del lenguaje de programación C. Su dominación fue consolidada gracias al auge de las interfaces gráficas de usuario, para las cuales la POO está particularmente bien adaptada. En este caso, se habla también de programación dirigida por eventos.
Las características de orientación a objetos fueron agregadas a muchos lenguajes existentes durante ese tiempo, incluyendo Ada, BASIC, Lisp más Pascal, entre otros. La adición de estas características a los lenguajes que no fueron diseñados inicialmente para ellas condujo a menudo a problemas de compatibilidad y en la capacidad de mantenimiento del código. Los lenguajes orientados a objetos "puros", por su parte, carecían de las características de las cuales muchos programadores habían venido a depender. Para saltar este obstáculo, se hicieron muchas tentativas para crear nuevos lenguajes basados en métodos orientados a objetos, pero permitiendo algunas características imperativas de maneras "seguras". El lenguaje de programación Eiffel de Bertrand Meyer fue un temprano y moderadamente acertado lenguaje con esos objetivos, pero ahora ha sido esencialmente reemplazado por Java, en gran parte debido a la aparición de Internet y a la implementación de la máquina virtual Java en la mayoría de navegadores web. PHP en su versión 5 se ha modificado; soporta una orientación completa a objetos, cumpliendo todas las características propias de la orientación a objetos.

## Historia

UML Notación para una clase. Esta clase Botón tiene variables para datos y funciones. Mediante herencia se puede crear una subclase como subconjunto de la clase Botón. Los objetos son instancias de una clase.

La terminología "objetos" y "orientada" en el sentido moderno de la programación orientada a objetos hizo su primera aparición en el MIT a finales del 1950s y principio de 1960s. Ya en 1960 en el entorno del grupo de inteligencia artificial, el término "objeto" era usado para referirse a elementos (LISP átomos) con propiedades (atributos).
Otro ejemplo temprano de programación orientada en el MIT fue Sketchpad creado por Ivan Sutherland en 1960–1961; en el glosario del informe técnico de 1963, Sutherland define la noción de "objeto" y de "instancia". 
Simula introdujo conceptos importantes que hoy en día son una parte esencial de la programación orientada a objetos, como clases, objetos, herencia y dynamic binding.
Más recientemente ha surgido una serie de lenguajes que están principalmente orientados a objetos, pero que también son compatibles con la programación procedural. Dos ejemplos de estos lenguajes son Python y JavaScript . Probablemente los lenguajes orientados a objetos recientes con más importancia comercialmente son Java, desarrollado por Sun Microsystems y C# junto a Visual Basic.NET (VB.NET), diseñado por Microsoft's.

## Conceptos fundamentales
La POO es una forma de programar que trata de encontrar una solución a estos problemas. Introduce nuevos conceptos, que superan y amplían conceptos antiguos ya conocidos. Entre ellos destacan los siguientes:
Clase
Una clase es una especie de "plantilla" en la que se definen los atributos y métodos predeterminados de un tipo de objeto. Esta plantilla se crea para poder crear objetos fácilmente. Al método de crear nuevos objetos mediante la lectura y recuperación de los atributos y métodos de una clase se le conoce como instanciación.
Herencia
Por ejemplo, herencia de la clase C a la clase D, es la facilidad mediante la cual la clase D hereda en ella cada uno de los atributos y operaciones de C, como si esos atributos y operaciones hubiesen sido definidos por la misma D. Por lo tanto, puede usar los mismos métodos y variables registrados como "públicos" (public) en C. Los componentes registrados como "privados" (private) también se heredan, pero se mantienen escondidos al programador y solo pueden ser accedidos a través de otros métodos públicos. Para poder acceder a un atributo u operación de una clase en cualquiera de sus subclases, pero mantenerla oculta para otras clases es necesario registrar los componentes como "protegidos" (protected), de esta manera serán visibles en C y en D, pero no en otras clases.
Objeto
Instancia de una clase. Entidad provista de un conjunto de propiedades o atributos (datos) y de comportamiento o funcionalidad (métodos), los mismos que consecuentemente reaccionan a eventos. Se corresponden con los objetos reales del mundo que nos rodea, o con objetos internos del sistema (del programa).
Método
Algoritmo asociado a un objeto (o a una clase de objetos), cuya ejecución se desencadena tras la recepción de un "mensaje". Desde el punto de vista del comportamiento, es lo que el objeto puede hacer. Un método puede producir un cambio en las propiedades del objeto, o la generación de un "evento" con un nuevo mensaje para otro objeto del sistema.
Evento
Es un suceso en el sistema (tal como una interacción del usuario con la máquina, o un mensaje enviado por un objeto). El sistema maneja el evento enviando el mensaje adecuado al objeto pertinente. También se puede definir como evento la reacción que puede desencadenar un objeto; es decir, la acción que genera.
Atributos
Características que tiene la clase.
Mensaje
Una comunicación dirigida a un objeto, que le ordena que ejecute uno de sus métodos con ciertos parámetros asociados al evento que lo generó.
Propiedad o atributo
Contenedor de un tipo de dato asociado a un objeto (o a una clase de objetos), que hace los datos visibles desde fuera del objeto y esto se define como sus características predeterminadas, y cuyo valor puede ser alterado por la ejecución de algún método.
Estado interno
Es una variable que se declara privada, que puede ser únicamente accedida y alterada por un método del objeto, y que se utiliza para indicar distintas situaciones posibles para el objeto (o clase de objetos). No es visible al programador que maneja una instancia de la clase.
Miembros de un objeto
Atributos, identidad, relaciones y métodos.
Identificación de un objeto
Un objeto se representa por medio de una tabla o entidad que esté compuesta por sus atributos y funciones correspondientes.
En comparación con un lenguaje imperativo, una "variable" no es más que un contenedor interno del atributo del objeto o de un estado interno, así como la "función" es un procedimiento interno del método del objeto.

## Características de la POO
Existe un acuerdo acerca de qué características contempla la "orientación a objetos". Las características siguientes son las más importantes:
Abstracción
Denota las características esenciales de un objeto, donde se capturan sus comportamientos. Cada objeto en el sistema sirve como modelo de un "agente" abstracto que puede realizar trabajo, informar y cambiar su estado, y "comunicarse" con otros objetos en el sistema sin revelar "cómo" se implementan estas características. Los procesos, las funciones o los métodos pueden también ser abstraídos, y, cuando lo están, una variedad de técnicas son requeridas para ampliar una abstracción. El proceso de abstracción permite seleccionar las características relevantes dentro de un conjunto e identificar comportamientos comunes para definir nuevos tipos de entidades en el mundo real. La abstracción es clave en el proceso de análisis y diseño orientado a objetos, ya que mediante ella podemos llegar a armar un conjunto de clases que permitan modelar la realidad o el problema que se quiere atacar.
Encapsulamiento
Significa reunir todos los elementos que pueden considerarse pertenecientes a una misma entidad, al mismo nivel de abstracción. Esto permite aumentar la cohesión (diseño estructurado) de los componentes del sistema. Algunos autores confunden este concepto con el principio de ocultación, principalmente porque se suelen emplear conjuntamente.
Polimorfismo
Comportamientos diferentes, asociados a objetos distintos, pueden compartir el mismo nombre; al llamarlos por ese nombre se utilizará el comportamiento correspondiente al objeto que se esté usando. O, dicho de otro modo, las referencias y las colecciones de objetos pueden contener objetos de diferentes tipos, y la invocación de un comportamiento en una referencia producirá el comportamiento correcto para el tipo real del objeto referenciado. Cuando esto ocurre en "tiempo de ejecución", esta última característica se llama asignación tardía o asignación dinámica. Algunos lenguajes proporcionan medios más estáticos (en "tiempo de compilación") de polimorfismo, tales como las plantillas y la sobrecarga de operadores de C++.
Herencia
Las clases no se encuentran aisladas, sino que se relacionan entre sí, formando una jerarquía de clasificación. Los objetos heredan las propiedades y el comportamiento de todas las clases a las que pertenecen. La herencia organiza y facilita el polimorfismo y el encapsulamiento, permitiendo a los objetos ser definidos y creados como tipos especializados de objetos preexistentes. Estos pueden compartir (y extender) su comportamiento sin tener que volver a implementarlo. Esto suele hacerse habitualmente agrupando los objetos en clases, y estas en árboles o enrejados que reflejan un comportamiento común. Cuando un objeto hereda de más de una clase, se dice que hay herencia múltiple; siendo de alta complejidad técnica por lo cual suele recurrirse a la herencia virtual para evitar la duplicación de datos.
Modularidad
Se denomina "modularidad" a la propiedad que permite subdividir una aplicación en partes más pequeñas (llamadas módulos), cada una de las cuales debe ser tan independiente como sea posible de la aplicación en sí y de las restantes partes. Estos módulos se pueden compilar por separado, pero tienen conexiones con otros módulos. Al igual que la encapsulación, los lenguajes soportan la modularidad de diversas formas.
Principio de ocultación
Cada objeto está aislado del exterior, es un módulo natural, y cada tipo de objeto expone una "interfaz" a otros objetos que detalla cómo pueden interactuar con los objetos de la clase. El aislamiento protege a las propiedades de un objeto contra su modificación por quien no tenga derecho a acceder a ellas; solamente los propios métodos internos del objeto pueden acceder a su estado. Esto asegura que otros objetos no puedan cambiar el estado interno de un objeto de manera inesperada, eliminando efectos secundarios e interacciones inesperadas. Algunos lenguajes relajan esto, permitiendo un acceso directo a los datos internos del objeto de una manera controlada y limitando el grado de abstracción. La aplicación entera se reduce a un agregado o rompecabezas de objetos.
Recolección de basura
La recolección de basura (garbage collection) es la técnica por la cual el entorno de objetos se encarga de destruir automáticamente, y por tanto desvincular la memoria asociada, los objetos que hayan quedado sin ninguna referencia a ellos. Esto significa que el programador no debe preocuparse por la asignación o liberación de memoria, ya que el entorno la asignará al crear un nuevo objeto y la liberará cuando nadie lo esté usando. En la mayoría de los lenguajes híbridos que se extendieron para soportar el Paradigma de Programación Orientada a Objetos como C++ u Object Pascal, esta característica no existe y la memoria debe desasignarse expresamente.
Cabe destacar que para que un lenguaje se pueda tratar como orientado a objetos, debe cumplir que:
- Esté basado en objetos, es decir, que tenga el concepto de objeto incluido dentro del lenguaje base como colección de atributos y métodos que reaccionan a eventos.
- Esté basado en clases, es decir, que tenga el concepto de clase.
- Permita la aplicación de herencia y polimorfismo.

## Críticas
El paradigma POO ha sido criticado por varias razones, incluyendo no cumplir con las metas de reusabilidad y modularidad, y por sobreenfatizar un aspecto de diseño y modelación de software (datos/objetos) a expensas de otros aspectos importantes (computación/algoritmos).

## Resumen
La POO es un paradigma surgido en los años 1970, que utiliza objetos como elementos fundamentales en la construcción de la solución. Un objeto es una abstracción de algún hecho o ente del mundo real, con atributos que representan sus características o propiedades, y métodos que emulan su comportamiento o actividad. Todas las propiedades y métodos comunes a los objetos se encapsulan o agrupan en clases. Una clase es una plantilla, un prototipo para crear objetos; en general, se dice que cada objeto es una instancia o ejemplar de una clase.
{\displaystyle clase\;1\left\{{\begin{array}{l}objeto\;1.1\left\{{\begin{array}{l}estado\left\{{\begin{array}{l}atributo\;1.1.1\\atributo\;1.1.2\\\cdots \\\end{array}}\right.\\funcionabilidad\left\{{\begin{array}{l}m{\acute {e}}todo\;1.1.1\\m{\acute {e}}todo\;1.1.2\\\cdots \\\end{array}}\right.\end{array}}\right.\\objeto\;1.2\left\{{\begin{array}{l}estado\left\{{\begin{array}{l}atributo\;1.2.1\\atributo\;1.2.2\\\cdots \\\end{array}}\right.\\funcionabilidad\left\{{\begin{array}{l}m{\acute {e}}todo\;1.2.1\\m{\acute {e}}todo\;1.2.2\\\cdots \\\end{array}}\right.\end{array}}\right.\\\cdots \end{array}}\right.}

## Tipos
Para realizar programación orientada a objetos existen 3 corrientes principales:
- Basada en clases.- Es la más ampliamente usada por los lenguajes de programación orientada a objetos. Por ejemplo es usada por Java, C++ y C#. Se basa en crear una estructura molde llamada clase donde se especifican los campos y métodos que tendrán nuestros objetos. Cada vez que necesitamos un objeto creamos una instancia (o copia del objeto) usando la clase como molde.

- Basada en prototipos.- Es soportado en Javascript o Ruby. No hay clases, solo hay objetos. El mecanismo para la reutilización está dado por la clonación de objetos. Se crean directamente los objetos y cuando se quiere generar otro con la misma estructura se usa clonación. Una vez clonado si queremos podemos agregar los campos y métodos necesarios. Un objeto prototípico es un objeto que se utiliza como una plantilla a partir de la cual se obtiene el conjunto inicial de propiedades de un objeto. Cualquier objeto puede ser utilizado como el prototipo de otro objeto, permitiendo al segundo objeto compartir las propiedades del primero.

- Basada en estructuras.- Soportado por Go, Rust, Nim y algunos otros lenguajes compilados. Este enfoque está basado en la construcción de tipos definidos por el usuario (struct type), llamados estructuras con sus respectivas propiedades o atributos y se le añade una variable de tipo puntero a las funciones o métodos de esa estructura. Tiene soporte de métodos públicos y privados, así como Genéricos. También tiene soporte para interfaces; pilar de apoyo para polimorfismo y herencia.

## Algunos lenguajes orientados a objetos
Simula (1967) es aceptado como el primer lenguaje que posee las características principales de un lenguaje orientado a objetos. Fue creado para hacer programas de simulación, en donde los "objetos" son la representación de la información más importante.
Smalltalk (1972 a 1980) es posiblemente el ejemplo canónico, y con el que gran parte de la teoría de la programación orientada a objetos se ha desarrollado.
Entre los lenguajes orientados a objetos se destacan los siguientes:
- ABAP[14]

- ABL[15]
- ActionScript
- ActionScript 3
- C#
- Clarion
- Clipper[16]
- D
- Object Pascal (Embarcadero Delphi)
- Gambas
- GObject
- Genie
- Harbour
- Eiffel
- Fortran 90/95
- Java
- JavaScript[17]
- Kotlin
- Lexico[18]
- Objective-C
- OCaml
- Oz
- R
- Pauscal (en español)
- Perl[19][20]
- Perl 6
- PHP[21]
- PowerScript
- Processing.[22]
- Python
- Ruby
- Self
- Smalltalk[23]
- Swift
- Magik
- Vala
- VB.NET
- Visual FoxPro[24]
- Visual Basic 6.0
- Visual DataFlex
- Visual Objects
- XBase++
- DRP
- Scala[25][26]

Muchos de estos lenguajes de programación no son puramente orientados a objetos, sino que son híbridos que combinan la POO con otros paradigmas.
Al igual que C++, otros lenguajes, como OOCOBOL, OOLisp, OOProlog y Object REXX, han sido creados añadiendo extensiones orientadas a objetos a un lenguaje de programación clásico.
Un nuevo paso en la abstracción de paradigmas de programación es la Programación Orientada a Aspectos (POA). Aunque es todavía una metodología en estado de maduración, cada vez atrae a más investigadores e incluso proyectos comerciales en todo el mundo.